# Романов, Александр Иосифович
Алекса́ндр Ио́сифович Рома́нов (1912 — 1995) — советский дипломат. Чрезвычайный и полномочный посол.

## Биография
Член ВКП(б). кандидат исторических наук.
- В 1946—1947 годах — сотрудник центрального аппарата МИД СССР.
- В 1947—1952 годах — сотрудник посольства СССР в Великобритании.
- В 1952—1955 годах — сотрудник центрального аппарата МИД СССР.
- В 1955—1958 годах — сотрудник посольства СССР в Великобритании.
- В 1958—1960 годах — сотрудник центрального аппарата МИД СССР.
- В 1960—1963 годах — советник посольства СССР в Великобритании.
- В 1963—1964 годах — советник-посланник посольства СССР в Великобритании.
- С 7 апреля 1964 по 20 августа 1970 года — чрезвычайный и полномочный посол СССР в Нигерии.
- В 1970—1973 годах — на ответственной работе в центральном аппарате МИД СССР.
- С 20 апреля 1973 по 1 февраля 1979 года — чрезвычайный и полномочный посол СССР в Нидерландах.